# A3Pa (Inschrift)

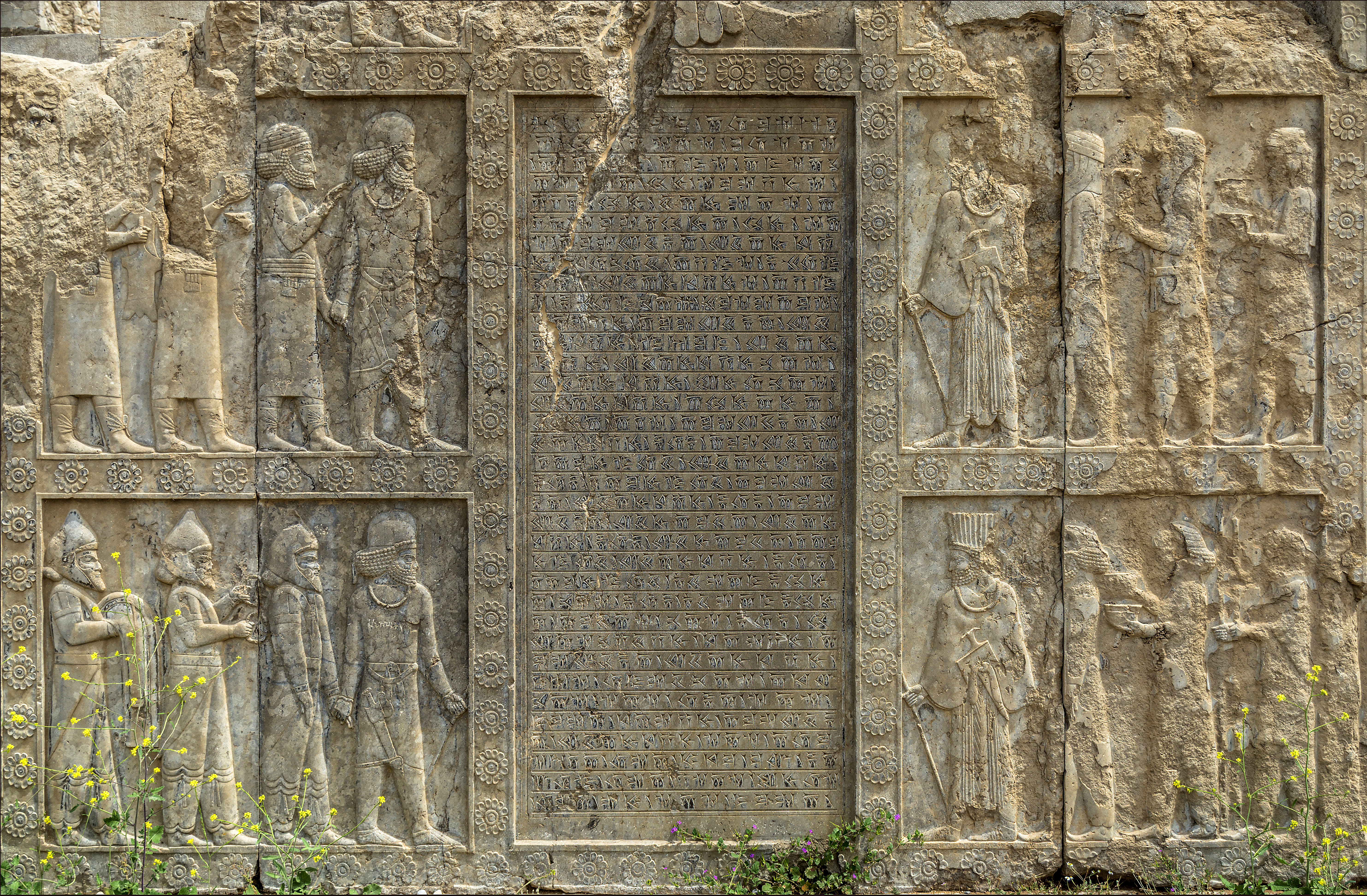
A3Pa neben der Treppe an der Westseite des Palasts von Dareios I.

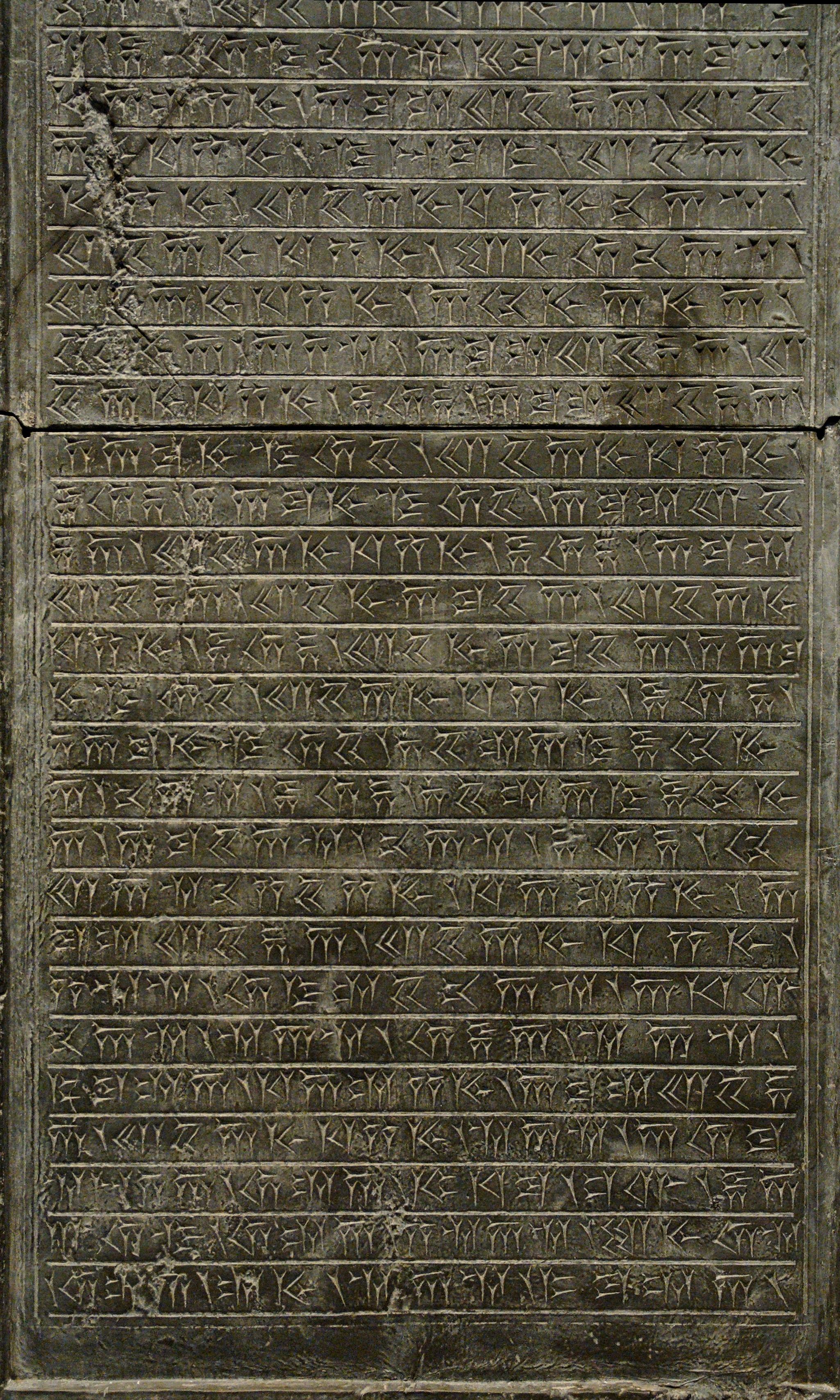
A3Pa im Gipsabdruck von Lorenzo Giuntini. British Museum

A3Pa ist die Abkürzung einer Inschrift des Artaxerxes III. (A3). Sie wurde in Persepolis (P) entdeckt und von der Wissenschaft mit einem Index (a) versehen. Die Inschrift liegt in altpersischer Sprache vor.

## Inhalt
„Ein großer Gott (ist) Ahuramazda, der diese Erde schuf, der jenen Himmel schuf, der den Menschen schuf, der die Segensfülle schuf für den Menschen, der mich, Artaxerxes, zum König machte, den einen zum König von vielen, den einen zum Gebieter von vielen.
Es spricht Artaxerxes, der große König, König der Könige, König der Länder, König dieser Erde: Ich (bin) des Königs Artaxerxes (II.) Sohn, Artaxerxes (war) des Königs Darius (II.) Sohn, Darius des Königs Artaxerxes (I.) Sohn, Artaxerxes des Königs Xerxes Sohn, Xerxes des Königs Darius (I.) Sohn, Darius eines gewissen Hystaspes Sohn, Hystaspes eines gewissen Arsames Sohn, der Achämenide.
Es spricht der König Artaxerxes: Diese steinerne Terrasse ist von mir für mich gebaut worden.
Es spricht der König Artaxerxes: Mich soll(en) Ahuramazda und Gott Mitra schützen, und dieses Land, und was von mir gebaut worden ist.“

## Standort
Die Inschrift ist an vier Standorten in Persepolis angebracht. Drei der vier Orte liegen an der Nordwand der Terrasse des Palastes von Artaxerxes III (A3Paa, A3Pac und A3Pad). Auf diesen hat die Inschrift 26 Zeilen. Die vierte Inschrift hat 35 Zeilen und ist neben der Treppe an der Westseite des Palasts von Dareios I. angebracht(A3Pab). Von der vierten Instanz existieren Gipsabdrücke im British Museum unter den Inventarnummern BM91236 (Registernummer C.45) und C.26. Die Abdrücke kamen 1892 in den Besitz des Museums und wurden von dem Gipser Lorenzo Giuntini unter der Leitung des Archäologen Herbert Weld Blundell in Persepolis ausgeführt.

## Forschungsgeschichte
Die Inschrift wurde erstmals in einer Zeichnung von Eugène Flandin und Pascal Coste 1851–1854 veröffentlicht. Der deutsch-französische Altorientalist Jules Oppert übersetzte die Inschrift 1852 in die französische, der amerikanische Theologe und Altphilologe Herbert Cushing Tolman  1908 in die englische und Franz Heinrich Weißbach 1911 in die deutsche Sprache.

## Rezeption
Bereits früh wurde die einsprachige altpersische Inschrift A3Pa sprachlich mit früheren Inschriften verglichen. Als Maßstab wurden die „klassischen“ altpersischen Inschriften von Dareios I. hinzugezogen. Émile Benveniste und Antoine Meillet bezeichneten A3Pa 1931 als „ein unglaubliches Kauderwelsch“ (französisch un invraisemblable charabia) und Jules Oppert fügte „Fehler und Barbarismus“ (französisch erreurs et barbarismes) hinzu. Alle vier Textexemplare von A3Pa sind sprachlich identisch, so dass die Besonderheiten bereits in der Kanzlei erschaffen wurden, deren Vorgabe von den Steinmetzen übernommen wurden. Die sprachlichen Abnormitäten von A3Pa lassen sich in drei Gruppen unterteilen. Sie weist auffällige Wortformen, Probleme bei der Zuweisung des richtigen Kasus und allgemeine Probleme mit der Morphologie auf. Die Kanzleivorgabe weist darauf hin, dass die Beamten das Altpersische bereits nicht mehr voll beherrscht hatten und das Mittelpersische die gebräuchliche Sprache der persischen Gesellschaft geworden war. Roland Grubb Kent meinte 1953, dass das Altpersische unter Artaxerxes III. „zu diesem Zeitpunkt praktisch zu einer toten Sprache geworden war, die nur noch zum Verfassen zeremonieller offizieller Aufzeichnungen verwendet wurde, (…)“ (englisch had by this time become virtually a dead language employed only in writing ceremonial official records, (…)).